# اسکارلت بایرن
اسکارلت هانا بایرن (انگلیسی: Scarlett hannah Byrne؛ زادهٔ ۶ اکتبر ۱۹۹۰) یک هنرپیشه اهل بریتانیا است. وی از سال ۲۰۰۵ میلادی تاکنون مشغول فعالیت بوده‌است.او بیشتر به خاطر بازی در نقش پانسی پارکینسون در مجموعه هری پاتر و نورا هیلدگارد در خاطرات خون آشام شناخته شده است.او در سال ۲۰۱۹ با کوپر هفنر تاجر و خلبان خط هوایی آمریکا ازدواج کرد.در تاریخ ۲۴ اوت ۲۰۲۰ در ساعت ۵:۲۰ عصر او صاحب دختری به نام بتسی رز هفنر شد